# Хакона-де-Планкарте
Хакона-де-Планкарте (исп. Jacona de Plancarte) — город в Мексике, входит в штат Мичоакан. Население 53 860 человек.

## История
В 1555 году город основал Себастиян де Трасьерра.